# Chdir

cd, cunoscută și ca chdir (change directory) este o comandă care permite schimbarea directorului curent. Comanda a fost introdusă original în sistemul de operare UNIX, pentru a fi portată apoi în Windows. În UNIX comanda este implementată ca un bash builtin.

## Sintaxă

### UNIX
```
cd [opțiuni] director
```

Cele mai folosite opțiuni sunt:
-L - urmărește legăturile simbolice.
-P - folosește structura fizică a directorului în locul legăturilor simbolice.

### Windows
```
cd [partiție:]cale
```

unde partiție este numele partiției și cale este calea relativă sau absolută către directorul ce urmează a fi creat. Pe Windows, comanda cd nu are opțiuni.

## Exemple

### UNIX
Dacă directorul curent este directorul home ("~" în română: acasă'), atunci scriind comanda "ls" urmată de "cd jocuri" poate produce următorul mesaj:
```
 eu@host:~$ 
ls

 muncă jocuri wikiepdia text.txt
 eu@host:~$ 
cd jocuri

 eu@host:jocuri$
```

Acum utilizatorul este în directorul "jocuri".

### Windows
O sesiune similară în DOS (depinde de versiune dacă există conceptul de director "home") ar arăta așa:
```
 C:\> 
dir

 muncă              <DIR>       Wed Oct 9th   9:01
 jocuri             <DIR>       Tue Oct 8th  14:32
 wikipedia          <DIR>       Mon Oct 1st  10:05
 text.txt            1903       Thu Oct10th  12:43
 C:\> 
cd jocuri

 C:\jocuri>
```

Comanda cd are diferite efecte pe diferite sisteme de operare dacă este dată fără argumente.